# Acraspedon sulcipenne
Acraspedon sulcipenne is een keversoort uit de familie bladsprietkevers (Scarabaeidae). De wetenschappelijke naam van de soort werd in 1881 als Antichira sulcipennis gepubliceerd door Charles Owen Waterhouse.